# 伊尔-18
伊留申伊尔-18（俄语：Ильюшин Ил-18，转写：Ilyushin Il-18），是前苏联伊留申设计局设计的四发涡轮螺旋桨客机。

## 衍生型
Il-18
伊尔-18系列原型机
Il-18A
原型号模型，等同于试验机，由 Kuznetsov NK-4 或 Ivchenko AI-20 涡轮螺桨发动机驱动。约20架成品
Il-18B
第一个主要型号，84座的中程大型客机
Il-18 Combi
客货两用型号
Il-18D
与 Il-18I 类似，但装备有额外中部燃料箱使得航程更远。 可装配四个 3,169 kW（4,250 shp） Ivchenko AI-20M 涡轮螺桨发动机
Il-18D communications relay
三架为商务 VIP 和政务通勤而修改的机型
Il-18D Pomor
一架渔业勘查飞机（Pomor = person who lives by the sea）
Il-18D Salon
Il-18D VIP型号
Il-18DORR
两架 Il-18D 被海洋渔业协会改为渔业勘查飞机，主要为特定任务装备改动。1985年首飞，后被改装回标准 Il-18D
Il-18E
与 Il-18I 类似，但燃料储量更大
Il-18E Salon
Il-18E的VIP型号
Il-18Gr
货运飞机（Gr - Gruzovoy - 货物）
Il-18GrM
数架 Il-18 被改装为 Gr 标准并额外配有加压货仓门
Il-18I
装配有性能更为强劲的 Ivchenko AI-20M 涡轮螺桨引擎，功率3,169 kW（4,250 shp）。压力壁面板向后移动1.64米（5英尺）使得客舱增大，座位加至122座
Il-18LL
（Letayuschchaya Laboratoriya - 飞行实验室），一架由 Il-18A 改装成的防冰测试平台以及一架被捷克斯洛伐克航空测试中心作为测试平台的 Il-18V
Il-18RT
两架为火箭和无人飞行器测试作为遥测中继飞机的 Il-18V
Il-18RTL
Il-20RT 原型机
Il-18S
Il-18B 衍生型
Il-18SL
为多种测试和研究飞机设计，像 SL-18D 一样的字母后缀的通常是航电设备测试飞机
Il-18T
Il-18A/B/V 改装的民用和军用货运飞机
Il-18AT:Il-18A 武装运输/空运后送型号
Il-18BT:Il-18B 武装运输/空运后送型号
Il-18VT:Il-18V 武装运输/空运后送型号
Il-18TD
一架可以运载69名重伤员或118或伞兵 Il-18T 武装运输型
Il-18USh
一架 Il-18V 改领航员教练机
Il-18V
标准俄航型号，1961年服役。四 Ivchenko AI-20K 涡轮螺桨发动机，90-100座
Il-18V Salon
Il-18V VIP型号
Il-18V/polar
用于极地航空的 Il-18V
Il-18V-26A
用于极地航空的 Il-18V，在机舱配有附加燃油箱，调整了窗户布局并加大了引擎油箱，被引擎短舱上凸起的整流罩遮住
Il-18V calibrator
一架 Il-18V 被 Interflug航空公司用于助航系统矫正
Il-20M Coot-A
通信情报/电子情报侦察机型号
Il-20RT
四架用于支援苏联太空活动但遥测飞机，后改为 Il-76 型
Il-22 Coot-B
空中指挥所型号
Il-22M
与 Il-22 类似但转配有新任务装备
Il-22PP
电子作战和侦查机
Il-24N
两架冰情侦察飞机，与 Il-20M 类似但有民用侦查设备
Il-38
海上侦察机，反潜作战型号
Il-118
计划由双发 Lotarev D-236-T 桨扇发动机提供动力
数据来源：OKB Ilyushin

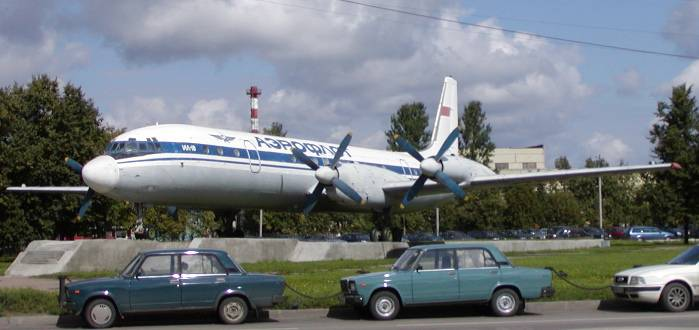
Il-18在谢列梅捷沃国际机场
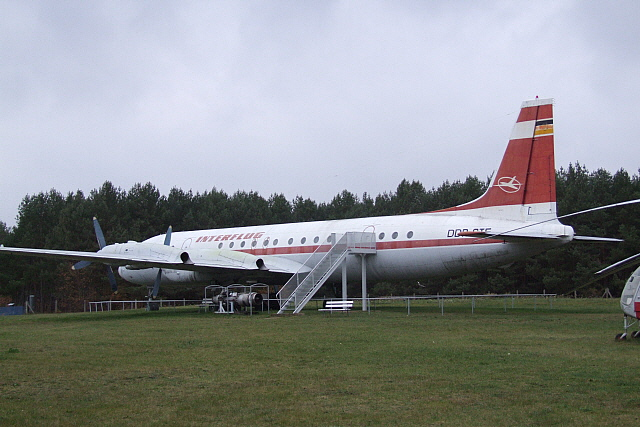
德国博尔克海德一家博物馆的样品
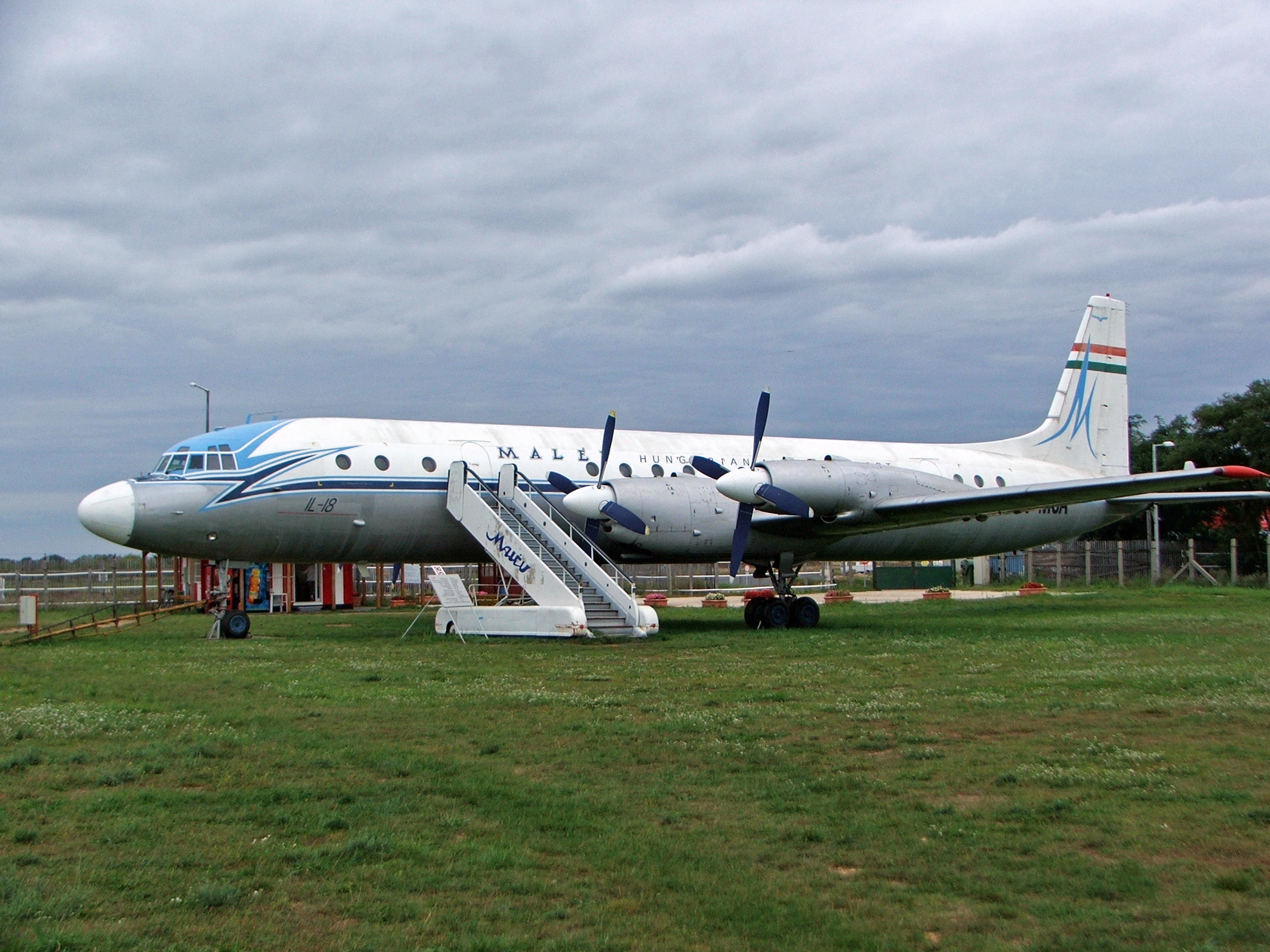
匈牙利航空布达佩斯李斯特·费伦茨国际机场露天航空博物馆的一架 Il-18
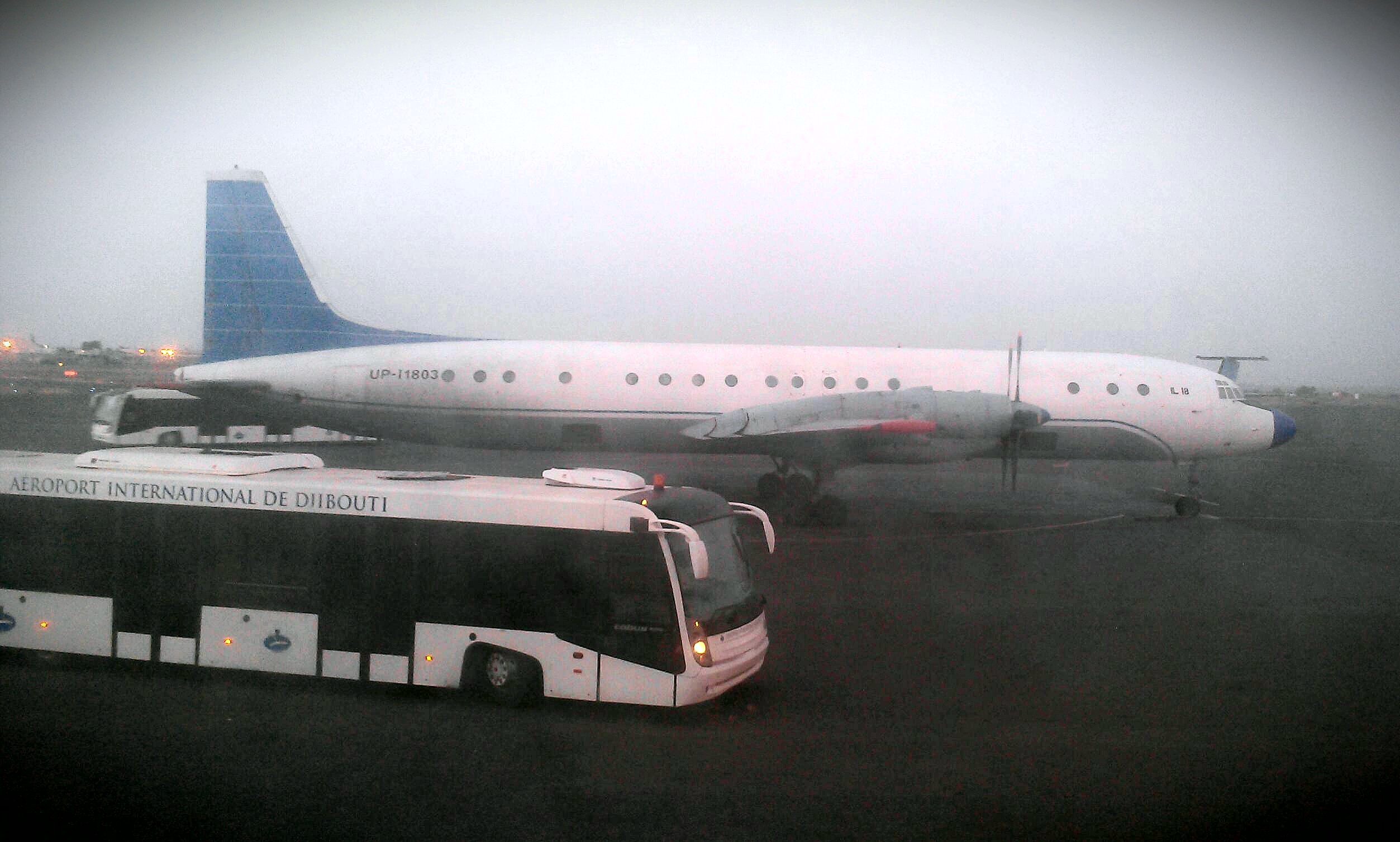
吉布提-安布利国际机场的一架Il-18
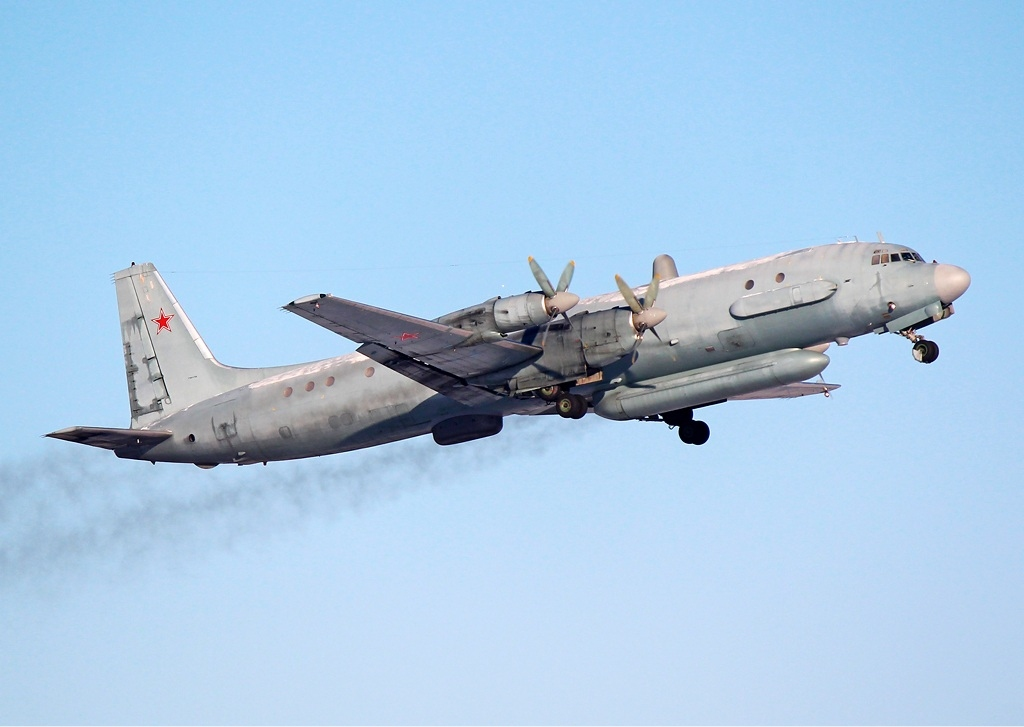
俄罗斯空军 Il-20M 電子偵察機
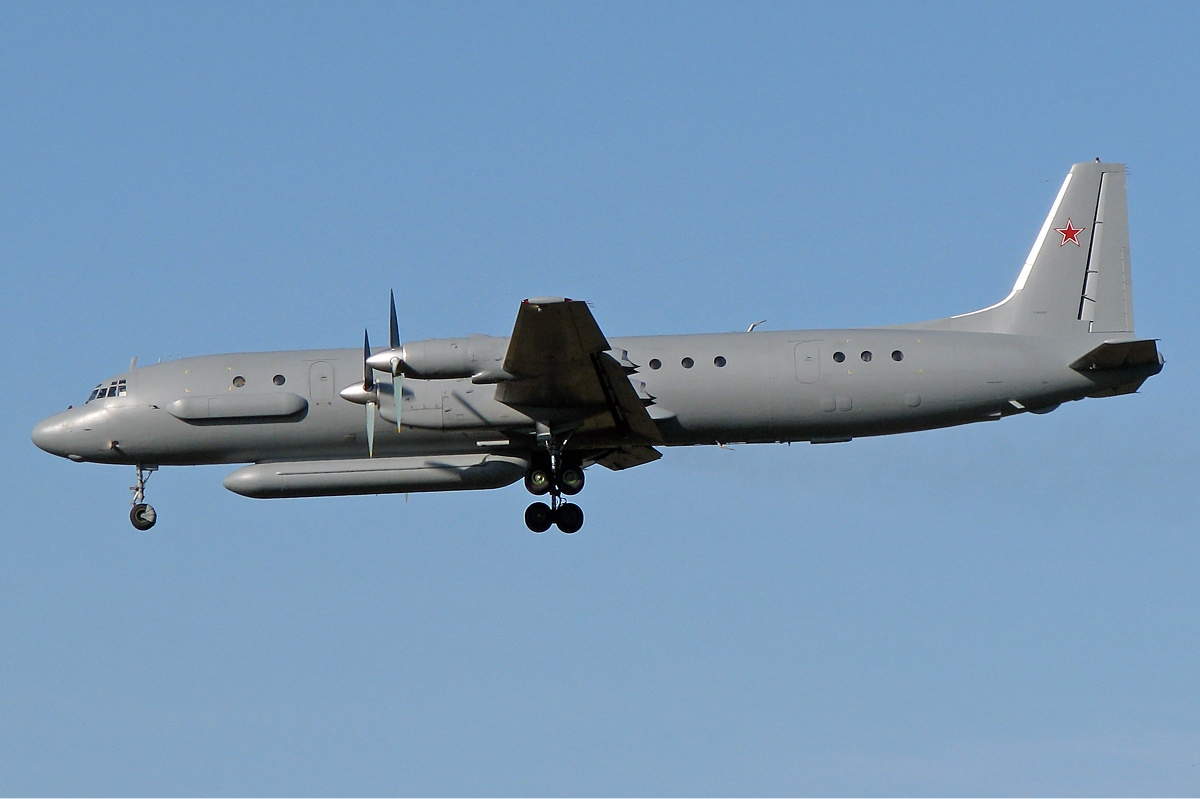
2009年的一架 Il-20M
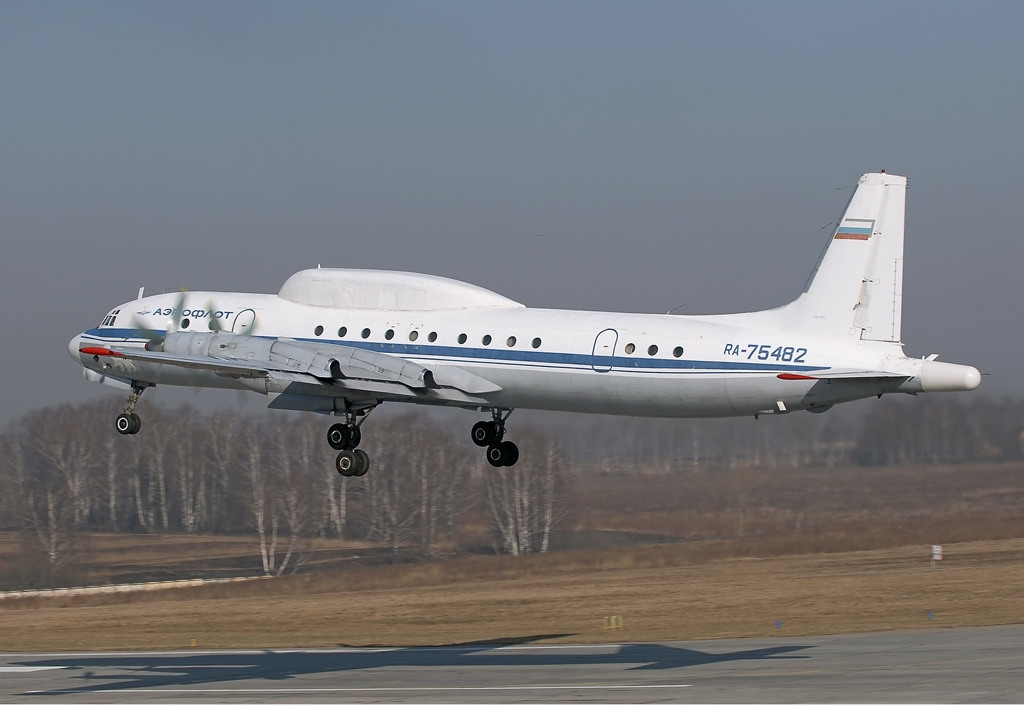
Il-20RT 遥测飞机
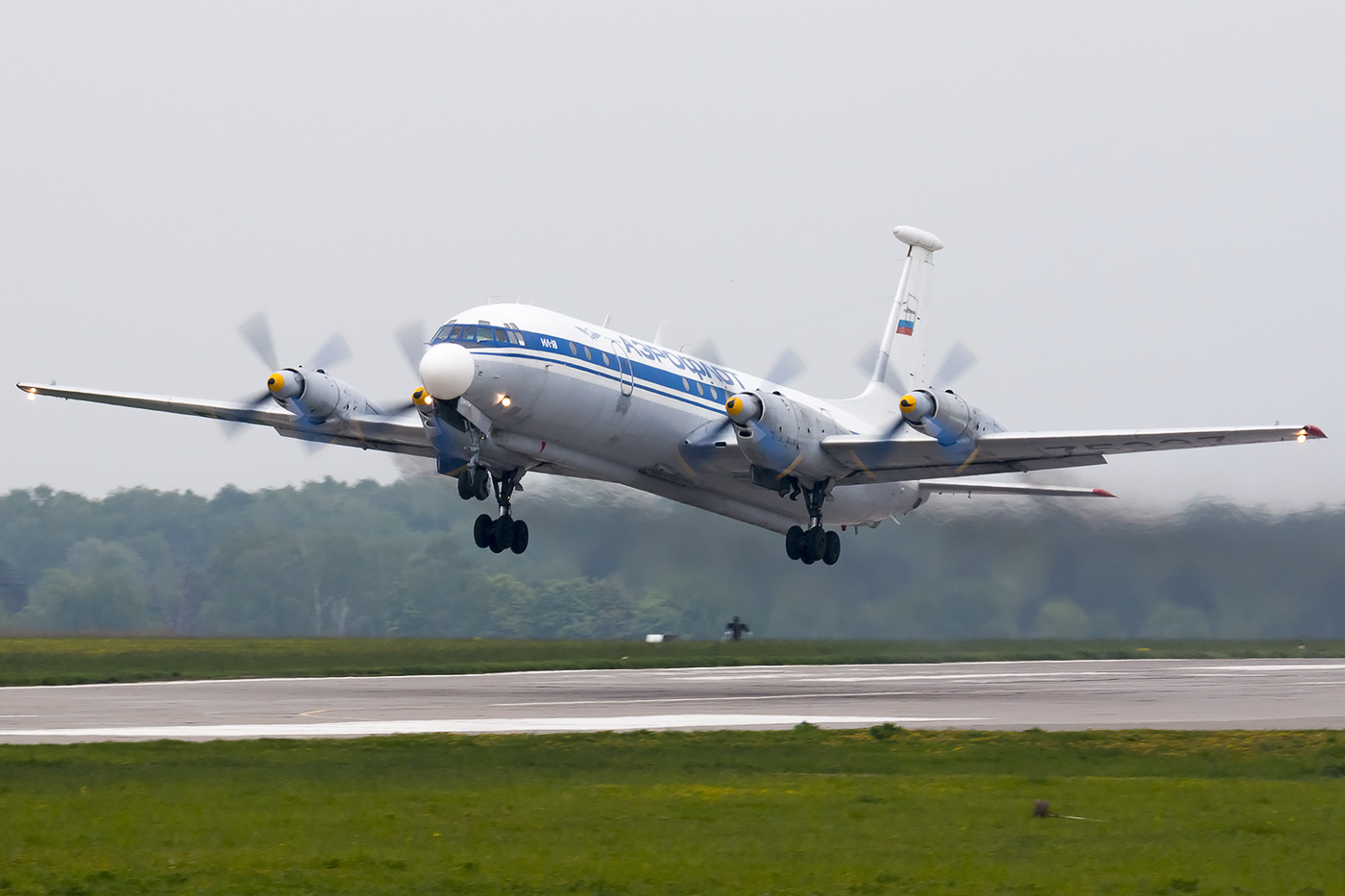
Il-22M 空中指挥所
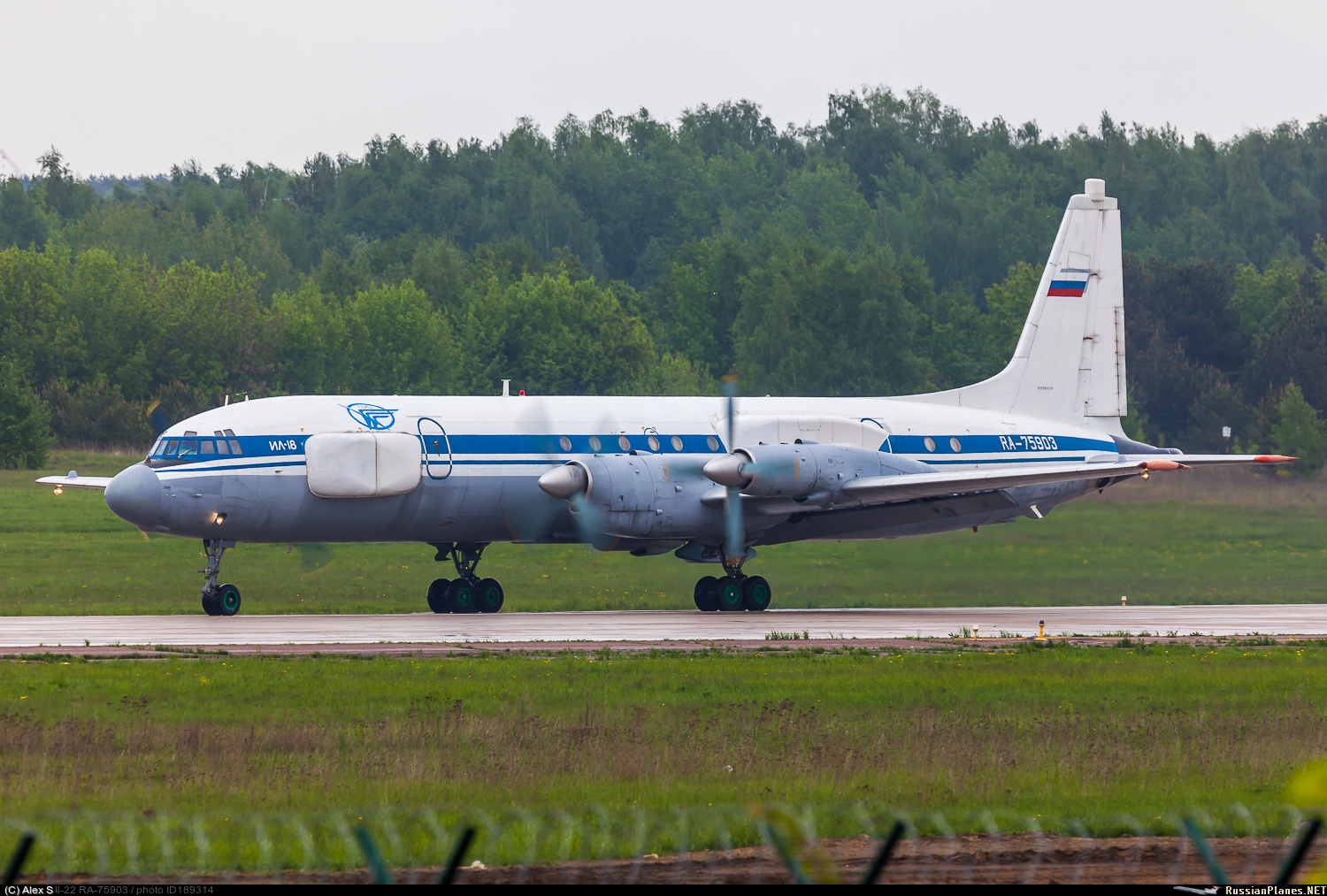
Il-22PP "Porubshchik"，电子幹擾机
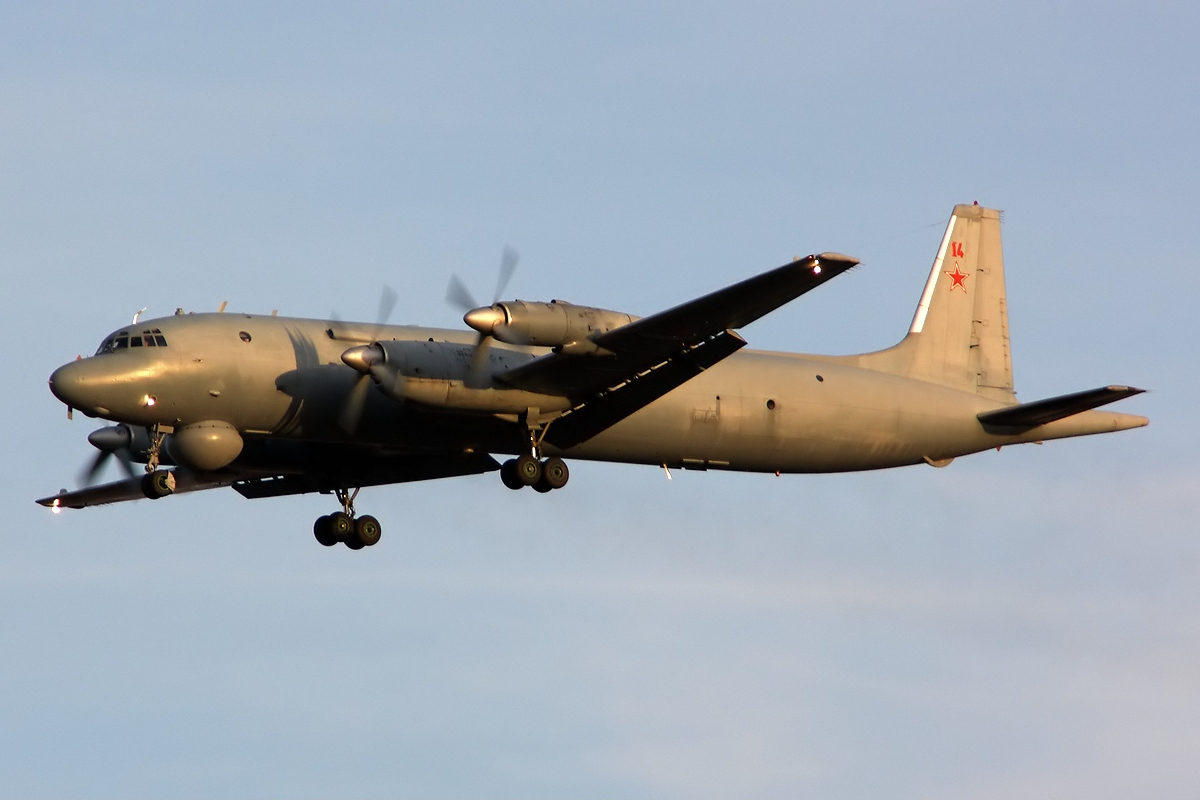
伊尔-38 海上巡邏機

## 事故/戰損
- 1977年2月27日，民航兰州管理局第八飞行大队伊尔－18型204号飞机执行兰州-西安－郑州－北京-沈阳航班任务期間，在沈阳东塔机场降落时撞高压线，造成一等事故。
- 1982年12月24日（中國民航2311號班機空難）：民航兰州管理局第8飞行大队伊尔－18型202号飞机在执行西安－长沙－广州航班任务降落在广州白云机场前，客舱冒烟，降落后起火，25名旅客遇难，26名旅客和4名机组人员受伤，飞机报废。
- 2016年12月19號，一架俄羅斯國防部的IL-18軍用飛機從由葉卡捷琳堡的意寇茲索夫機場起飛後，在西伯利亞雅庫提亞迫降，但墜毀於距西伯利亞提克西村27公里以外之地，墜毀後機身斷成三截，但沒有爆炸，機上有32名乘客與7名機組員均奇蹟生還。
- 2018年9月17日，一架俄罗斯空军的IL-20电子侦察机在叙利亚拉塔基亚附近失踪。后被证实该机被叙利亚政府军击落。
- 2023年6月瓦格納集團叛亂期間，一架俄罗斯空天军的IL-22M空中指揮機被瓦格纳集团擊落[3]。
- 2024年1月15日凌晨，一架俄羅斯空天軍的IL-22M-11RT空中指揮機(注册号RF-95678，序列号2964017551[4])，在亞速海上空被烏克蘭防空部隊擊中損毀，及後緊急降落鄰近的俄軍基地[5][6]。此后俄国发布讣告称该机驾驶员Ivan Klimov阵亡，副驾驶受伤[7]。再加之此前就流出了该机尾部被破片严重损坏的照片[8]，故推定这架飞机虽尚能迫降但已损伤至经济修复不可行[9]。同一次行动中，一架同该机配合的侵乌俄军A-50預警機(“红50”，RF-50601,制造序列号1003496899)被击落。

## 規格
- 外形尺寸：翼展：37.4米。
- 机长：35.9米。
- 机高：10.16米
- 乘务员5人，标准型号有110个乘客座位。

## 性能数据
- 最大巡航速度：每小时675公里
- 经济巡航速度：每小时625公里
- 最大爬升率：每秒7米
- 起飞滑跑距离：1300米
- 着陆滑跑距离：850米